# Hans-Ulrich Grapenthin
Hans-Ulrich Grapenthin (Wolgast, 1943. szeptember 2. –) olimpiai bajnok keletnémet válogatott német labdarúgó, kapus. Az év keletnémet labdarúgója (1980, 1981).

## Pályafutása

### Klubcsapatban
1962 és 1966 között a Motor Wolgast labdarúgója volt. 1966-ban igazolt a Carl Zeiss Jena csapatához, ahol két évig a tartalékcsapatban szerepelt. A CZ Jenával egy keletnémet bajnoki címet és három kupagyőzelmet ért el. Tagja volt az 1980–81-es idényben KEK-döntős csapatnak. 1985-ben fejezte be az aktív játékot.

### A válogatottban
1975 és 1981 között 21 alkalommal szerepelt a keletnémet válogatottban. Tagja volt az 1976-os montréali olimpián aranyérmes csapatnak.

## Sikerei, díjai
- Az év keletnémet labdarúgója (1980, 1981)

 NDK
- Olimpiai játékok
  - aranyérmes: 1976, Montréal

 Carl Zeiss Jena
- Keletnémet bajnokság (Oberliga)
  - bajnok: 1967–68
- Keletnémet kupa (FDGB-Pokal)
  - győztes (3): 1972, 1974, 1980
- Kupagyőztesek Európa-kupája (KEK)
  - döntős: 1980–81